# Dreams Come True
Pour l’article homonyme, voir Dreams Come True (film, 1936).
Dreams Come True (ドリームズ・カム・トゥルー, Dorīmuzu kamu turū) est un groupe musical japonais pop-rock aux influences musicales variées. Le nom du groupe généralement abrégé en ドリカム (Dorikamu). Il s'est d'ailleurs réduit à ドリ (Dori) (depuis les environs de 2007), et on se réfère aussi à lui sous le terme DCT.
Dreams Come True est composé de la chanteuse Miwa Yoshida (吉田 美和), du bassiste et leader Masato Nakamura (中村 正人), et du claviériste Takahiro Nishikawa (西川隆宏), qui quitte le groupe en 2002.

## Histoire
À l'origine, de 1985 à 1988, Masato Nakamura était un membre de support lors des concerts des Tunnels. C'est la participation de Yoshida à sein des chœurs à partir de la tournée de 1988 qui fut à l'origine du groupe.Par ailleurs, on dit que tous les deux étaient en soutien de Kyōko Koizumi, mais en réalité, Yoshida a eu l'occasion d'entrée sur scène, le petit frère de Nakamura y participa en remplacement de Nakamura.
En 1988, le groupe débute sous le nom de CHA-CHA & AUDREY's Project (チャチャ・アンド・オードリーズ・プロジェクト), vite abandonné. Le 21 mars 1989, pour leur début, ils sortent en même temps le single あなたに会いたくて (Anata ni aitakute) et l'album Dreams Come True.
À la fois de nom et de la réalité, il est l'un des groupes à représenter au monde la chanson populaire japonaise. Le nombre de ventes d'albums témoignent de cette présence écrasante. En 1989, à la fois le deuxième Love goes On... et le troisième album Wonder 3 dépassent le million d'exemplaires vendus : du quatrième album Million Kissesjusqu'au huitième album Love Unlimited, ils enregistrement plus de 2 millions d'exemplaires vendus. Le cinquième album The Swinging Star paru en 1992 dépasse les 3 millions d'exemplaires vendus. Bien que le neuvième album Sing or Die ne s'est pas aussi bien vendus que ses prédécesseurs, le dixième album Monster atteint le sommet des charts et se vend à un million d'exemplaires.
Miwa Yoshida sort également deux albums en solo, parallèlement au groupe, en 1995 et 2003. Masato Nakamura a composé des musiques de jeux vidéo, notamment pour les premiers Sonic. Takahiro Nishikawa connait des problèmes avec la justice pour des histoires de drogue, après son départ du groupe en 2002, alors que le duo s'autoproduit entre son départ d'EMI et son arrivée chez Universal Music. Masato Nakamura épouse en juin 2008 Maki Onaga, de 29 ans sa cadette, chanteuse du groupe High and Mighty Color qu'elle quitte à cette occasion.

## Membres
Membres actuels
- Miwa Yoshida - Chant
- Masato Nakamura - Basse

Anciens membres
- Takahiro Nishikawa - claviers (1988 - 2002)

## Discographie

### Singles
| n°  | Date de Sortie | Titre | Classement      |
| --- | -------------- | --- | --------------- |
| 1er | 21.03.1989     | あなたに会いたくて (Anata ni aitakute) | hors classement |
| 2e  | 01.06.1989     | Approach | hors classement |
| 3e  | 01.09.1989     | うれしはずかし朝帰り (Ureshi hazukashi asagaeri) | 49              |
| 4e  | 22.11.1989     | LAT.43°N 〜forty-three degrees north latitude〜 | 74              |
| 5e  | 10.02.1990     | 笑顔の行方 (Egao no yukue) | 2               |
| 6e  | 21.06.1990     | Ring! Ring! Ring! | 7               |
| 7e  | 21.09.1990     | さよならを待ってる (Sayonara o matteru) | 4               |
| 8e  | 21.11.1990     | 雪のクリスマス (Yuki no Christmas) | 5               |
| 9e  | 25.04.1991     | Eyes to me/彼は友達 (Eyes to me／Are wa tomodachi) | 1               |
| 10e | 25.10.1991     | 忘れないで (Wasurenai de) | 5               |
| 11e | 19.09.1992     | 決戦は金曜日/太陽が見てる (Kessen wa kinyōbi/taiyou ga miteru) | 1               |
| 12e | 21.10.1992     | 晴れたらいいね (Haretara ii ne) | 1               |
| 13e | 09.09.1993     | go for it!/雨の終わる場所 (Ame no owaru bashyo) | 1               |
| 14e | 07.01.1994     | Winter Song | 1               |
| 15e | 28.04.1994     | Wherever You Are | 1               |
| 16e | 04.11.1994     | すき/きづいてよ (Suki/Kizuite yo) | 1               |
| 17e | 22.02.1995     | サンキュ. (Sankyu) | 2               |
| 18e | 24.07.1995     | Love Love Love/嵐が来る (Love Love Love／Arashi ga kuru) | 1               |
| 19e | 30.10.1995     | Romance/家へ帰ろ (Romance／Uchi e kaeru) | 1               |
| 20e | 25.11.1996     | そうだよ/誘惑 (Souda yo/Yuuwaku) | 4               |
| 21e | 22.10.1997     | Peace!/Marry Me? | 8               |
| 22e | 28.01.1998     | あはは (ahaha) | 19              |
| 23e | 26.11.1998     | Winter Song version 1998） | 25              |
| 24e | 20.01.1999     | 朝がまた来る (Asa ga mada kitaru) | 1               |
| 25e | 31.03.1999     | なんて恋したんだろ (Nante koi shita n daru) | 6               |
| 26e | 24.12.1999     | Snow Dance | 3               |
| 27e | 07.07.2000     | わすれものばんちょう (Wasuremono banchyu) | 14              |
| 28e | 22.11.2000     | 24/7 -Twenty Four/Seven- | 4               |
| 29e | 31.01.2001     | 好きだけじゃだめなんだ (Suki dake jya dame nanda) | 5               |
| 30e | 06.06.2001     | Go On, Baby! -universal mix- | 25              |
| 31e | 18.07.2001     | いつのまに (itsu no ma ni) | 8               |
| 32e | 19.09.2002     | It's All About Love | 6               |
| 33e | 18.02.2004     | やさしいキスをして (Yasashii kiss o shite) | 2               |
| 34e | 21.04.2004     | マスカラまつげ/はじまりのla (Mascara motsuke/Hajimori no la) | 5               |
| 35e | 16.06.2004     | Ola! Vitoria! | 10              |
| 36e | 03.11.2004     | ラヴレター (Love Letter) | 5               |
| 37e | 16.02.2005     | 何度でも (Nando demo) | 3               |
| 38e | 30.11.2005     | Jet!!!/Sunshine | 6               |
| 39e | 29.11.2006     | もしも雪なら/今日だけは (Moshimo yuki nara/Kyo dakewa) | 7               |
| 40e | 07.03.2007     | 大阪Lover (Osaka Lover) | 7               |
| 41e | 13.06.2007     | きみにしか聞こえない (Kimi ni shika kikoenai) | 4               |
| 42e | 03.10.2007     | ア・イ・シ・テ・ルのサイン 〜わたしたちの未来予想図〜 (Aishiteru no sign (watashitachi no mirai yosouzu)                                                                                     | 2               |
| 43e | 27.02.2008     | またね feat. ルフィ、ナミ、ゾロ、ウソップ、サンジ、チョッパー、ロビン、フランキー、ヒルルク、くれは (Matane feat. Luffy, Zoro, Nami, Usopp, Sanji, Chopper, Robin, Franky, Hiruruku, Kureha) | 8               |
| 44e | 25.06.2008     | Merry-Life-Goes-Round/True, Baby True | 6               |
| 45e | 12.11.2008     | 連れてって 連れてって (Tsuretette Tsuretette) | 1               |
| 46e | 25.02.2009     | Good Bye My School Days | 6               |
| 47e | 09.09.2009     | その先へ (Sono Saki e) | 3               |
| 48e | 30.06.2010     | ねぇ (Nee) | 5               |
| 49e | 07.07.2010     | 生きてゆくのです♡ (Ikite yuku no desu♡) | 5               |
| 50e | 27.10.2010     | Lies, Lies. | 4               |
| 51e | 16.05.2012     | My Time To Shine | 5               |

### Albums
| n°  | Sortie     | Titre                    | Classement |
| --- | ---------- | ------------------------ | ---------- |
| 1er | 21.03.1989 | Dreams Come True         | 27         |
| 2e  | 22.01.1989 | Love Goes On…            | 8          |
| 3e  | 01.01.1990 | Wonder 3                 | 1          |
| 4e  | 15.11.1991 | Million Kisses           | 1          |
| 5e  | 14.11.1992 | The Swinging Star        | 1          |
| 6e  | 04.12.1993 | Magic                    | 1          |
| 7e  | 25.03.1995 | Delicious                | 1          |
| 8e  | 01.04.1996 | Love Uunlimited∞         | 1          |
| 9e  | 15.11.1997 | Sing OR Die              | 1          |
| 10e | 21.04.1999 | the Monster              | 1          |
| 11e | 05.12.2001 | Monkey Girl Odyssey      | 1          |
| 12e | 08.12.2004 | Diamond 15               | 2          |
| 13e | 22.02.2006 | The Love Rocks           | 1          |
| 14e | 12.12.2007 | And I Love You           | 2          |
| 15e | 21.03.2009 | Do You Dreams Come True? | 1          |
| 16e | 30.11.2010 | Love Central             | 2          |

### Albums spéciale édition
- Sing or Die - Worldwide Version- （16.07.1998）
- The Monster -universal mix- （09.05.2001）
- Sing or Die 2002 : Monkey Girl Odyssey Tour Special Edition (29.03.2002
- The Monster 2002 : Monkey Girl Odyssey Tour Special Edition（29.03.2002
- Love Overflows -Asian Edition- （03.03.2004）
- Dream Catcher - Dreams Come True Mix CD- （29.09.2010）
- Dream☆Catcher 2 - Dreams Come True Mix CD- （06.07.2011）

### Best Of
- Best Of Dreams Come True （01.10.1997）
- Dreams Come True Greatest Hits "The Soul" （14.02.2000）
- Dreamage - Dreams Come True “Love Ballad Collection” （17.12.2003）
- Dreamania Dreams Come True 〜Smooth Groove Collection〜 （09.01.2004）
- Do You Dreams Come True Greatest Hits "The Soul 2" （21.03.2009）
- The Soul for the People 〜東日本大震災支援ベストアルバム〜 (The Soul for the People 〜Higashi Nihon Daishinsai Shien Best Album〜?) （29.06.2011）

### Album Music Box Officiel
- Dreams Come True Music Box Vol.1 - Winter Fantasia - （12.11.2008）
- Dreams Come True Music Box Vol.2 - Spring Rain - （25.02.2009）
- Dreams Come True Music Box Vol.3 - Early Summer - （21.03.2009）
- Dreams Come True Music Box Vol.4 - Summer Breeze - （08.07.2009）
- Dreams Come True Music Box Vol.5 - Autunm Leaves - （01.10.2009）
- Dreams Come True Music Box Vol.6 - Marry Me? - （26.05.2010）

### MT
- Dreams Come True（21.03.1989）
- Wonder 3（01.11.1990）
- Million Kisses （15.11.1991）
- 晴れたらいいね (Haretara ii  ne?) （21.10.1992）
- The Swinging Star （14.11.1992）
- Magic （04.12.1993）
- Delicious （25.03.1995）
- Love Uunlimited∞ （01.04.1996）
- 7月7日、晴れ (7 septembre, Hare?) （01.04.1996）

### MD
- Delicious （18.03.1995）
- Love Uunlimited∞ （01.04.1996）
- 7月7日、晴れ (7 septembre, Hare?) （01.04.1996）
- Dreams Come True Greatest Hits "The Soul" （14.02.2000）

### Enregistrement
- Song of Joy, Tony Moran Remix Edit, Jimi Jamm Radio Edit, King Masa Remix (Virgin Records)
- DCT Special Dance Remixes Vol.1

Song of Joy - King Crab Mix, Ahaha - King Crab Mix (No Hammer Records)
- DCT Special Dance Remixes Vol.2

The Monster is Coming - Part1 King Tribal Mix, Funka Monster - King Cool Mix, Nante Koi Shitandaro - King Crafty Mix, The Monster is Coming - Part2 - King Tribal Mix (No Hammer Records)
- DCT Special Dance Remixes Vol.3 - the journey continues...

Tokyo Atlas - King Party Mix, Tokyo Atlas - Extended Version, Mitsubachi - King Mambo Magnifico Mix, Mitsubachi - Extended Version (No Hammer Records)
- 24/7 -Twenty Four/Seven -

24/7 -Twenty Four/Seven -, 24/7 -club mix featuring ZEEBRA- (Melody Star Records)

### Vidéo
- 史上最強の移動遊園地 (Shijyou saikyou no idou yuuenchi?) Dreams Come True Wonderland ドリカムワンダーランド (Dream Wonderland?) '91 （VHS/LD/β:21.02.1992、DVD:06.12.2000）
- Winter Song （VHS:14.02.1994、DVD:19.11.2003f）
- 史上最強の移動遊園地 (Shijyou saikyou no idou yuuenchi?) Dreams Come True Wonderland ドリカムワンダーランド (Dream Wonderland?) '95★50万人のドリームキャッチャー (Bannin no Dream Catcher?) （VHS/LD:01.12.1995、DVD:06.12.2000）
- Children of the Sun -Live! D.C.T.1998 Sing or Die- （VHS/LD:16.07.1998、DVD:06.12.2000）
- 史上最強の移動遊園地 (Shijyou saikyou no idou yuuenchi?) Dreams Come True Wonderland 1999 〜夏の夢〜 (~Natsu no Yume~?) （VHS:14.03.2000、DVD:22.11.2000）
- 史上最強の移動遊園地 (Shijyou saikyou no idou yuuenchi?) Dreams Come True Wonderland 1999 〜冬の夢〜 (~Fuyu no Yuma~?) （VHS:14.03.2000、DVD:22.11.2000）
- 24/7 -the Movie- （DVD:06.12.2000）
- DCT Clips V1 （VHS/DVD:05.12.2001）
- 史上最強の移動遊園地 (Shijyou saikyou no idou yuuenchi?) Dreams Come True Wonderland 2003 （DVD:17.12.2003）
- DCT-TV スペシャル (special?) Dreams Come True Wonderland 2003 Documentary （DVD:23.02.2005）
- Dreams Come True Concert Tour 2005 Diamond 15 （DVD:27.07.2005）
- Dreams Come True Concert Tour 2006 The Love Rocks （DVD:29.11.2006）
- 史上最強の移動遊園地 (Shijyou saikyou no idou yuuenchi?) Dreams Come True Wonderland 2007 （DVD:27.02.2008、Blu-ray Disc:30.03.2011）
- Winter Fantasia 2008 〜DCTgarden "The Live!!!"（DVD:21.03.2009）
- 20th Anniversary Dreams Come True Concert Tour 2009 "ドリしてます? (Dream shitemasu??)" （DVD/Blu-ray Disc:01.10.2009）
- みんなでドリする? (Minna de dreama suru??) Do You Dreams Come True Special Live! （DVD:09.12.2009）
- Winter Fantasia 2009 〜DCTgarden "The Live!!!"（DVD:24.12.2010/limité au fanclub）
- The Live!!! 2010 〜ドリ×ポカリと生ラブセン〜 (The Live!!! 2010 〜Dream x bokari to ki love?) （DVD/Blu-ray Disc:29.06.2011）
- 史上最強の移動遊園地 (Shijyou saikyou no idou yuuenchi?) Dreams Come True Wonderland 2011 （DVD/Blu-ray Disc:21.03.2012）

### Soundtracks
- ひらり オリジナル ドラマ・トラックス (Hirari, original soudtrack?) （21.01.1993） - 中村正人 (Masato Nakamura?), Dreams Come True
- Winter Song 〜めぐり逢えたらスペシャル・サウンドトラック (Meguri aetara special soundtrack?) （07.01.1994）
- 長男の嫁 オリジナル ドラマ・トラックス (Chyounan no yome, original drama tracks?) （21.05.1994） - 中村正人 (Masato Nakamura?)
- スワン・プリンセス -白鳥の湖- オリジナル・サウンドトラック (Swan Princess -Hakuchyou no mizuumi- original soundtrack?) （26.01.1995）
- 愛していると言ってくれ オリジナル・サウンドトラック (Aishite iru to itte kure, original soundtrack?) （28.08.1995） - 中村正人 (Masato Nakamura?)／ドリームズ・カム・トゥルー
- 7月7日、晴れ サウンドトラック (7gatsu 7a, hare, soundtrack?) （01.04.1996）
- The Voice of Fate 〜救命病棟24時 オリジナル・ドラマ・トラックス (Kyuumei byoutou 24ji?)〜 （24.02.1999）
- アトランティス / 失われた帝国〜オリジナル・サウンドトラック (Atlantis/ ushinawareta teikoku ~original soundtranck?) （31.10.2001）
- UPU 本家のヨメ」オリジナル・ドラマ・トラックス (Honke no yome?), original soundtrack - Calling of a Miracle （07.11.2001）
- きみにしか聞こえない オリジナル・サウンドトラック (Kimi ni shika kikoenai, original soundtrack?), supervision: 中村正人 (Masato Nakamura?), uique: 大谷幸 (Kou Otani?) （13.06.2007）
- ソニック・ザ・ヘッジホッグ 1&2 サウンドトラック (Sonic the Hedgehog 1 & 2, soundtrack?) （19.10.2011） - 中村正人 (Masato Nakamura?)

### Composition musicale
- ね、がんばるよ。 (Ne, ganbaruyo?) / KinKi Kids （15.01.2004）

Marry me? のアンサーソングとして書き下ろされた。 (no answer song toshite kakiorosareta)
- 大っきらい でもありがと (ookkirai, demo arigato?), 青山テルマ (Aoyama Thelma?) （10.12.2008）

Album auto-repris Do You Dreams Come True?.
- あなたが笑えば (Anata ga waraeba?), 観月ありさ (Mizuki Arisa?) （25.05.2011）

enregistrement pour l'album des 20 ans de carrière de Arisa Mizuki SpeciAlisa.
- 願う以上のこと　祈る以上のこと (Negau ijyou no koto, inoru ijyou no koto?), KinKi Kids

compilation de l'album K album.

### Collaborations
- 3Views, 3Views Producers （08.11.2000）
- I miss you 〜時を越えて〜, Misia + DCT （01.01.2001）
- Zero Landmine, N.M.L.（No More Landmine） （25.04.2001）
- ルガール・コムン (Lugar Comum?), Sergio Mendes feat. Dreams Come True （compilé dans l'album モーニング・イン・リオ (Morning in Rio?)（27.02.2008））

### Compilations
- Epic 25 1986〜1990 （20.11.2002）
  - enregistrement de うれしはずかし朝帰り (Ureshi wa zukashi asagaeri?)
- Wow! ムービー 〜スーパースター・ヒッツ (Movie ~superstar Hits?) （28.12.2002）
  - enregistrement de Crystal vine」
- 音椿 (Oto tsubaki?) 〜the greatest hits of SHISEIDO〜 （27.08.2003）
  - enregistrement de Go for it!
- Wow! ディズニーマニア・ジャパン (Disneymania Japan?) （31.03.2004）
  - enregistrement de Crystal vine
- Happy Birthday, John（30.09.2005）
  - enregistrement de la reprise Beautiful boy(Darling Boy)
- Sakura songs （21.03.2007）
  - enregistrement de めまい (Memai?)
- Climax 〜Dramatic Songs〜 （22.08.2007）
  - enregistrement de Love Love Love
- シュウカツ!! （20.02.2008）
  - enregistrement de 何度でも (Nando demo?)
- 恋のうた (Koi no uta?) （02.07.2008）
  - enregistrement de 何度でも (Nando demo?)
- .Love （29.10.2008）
  - enregistrement de Love Love Love -version anglaise-
- J-ポッパー伝説2 DJ和 in What's on? 20th Mix （18.02.2011）
  - enregistrement de うれしい! たのしい! 大好き! (Ureshii! Tanoshii! Daisuki!?) ('Everlasting’Version)
- i 〜ずっと、ずっと、愛してる (Zutto, zutto, aishiteru?)〜 （04.03.2009）
  - enregistrement de やさしいキスをして (Yasashii Kiss o shite?)
- 恋のうた2 (Koi no Uta 2?) （10.06.2009）
  - enregistrement de 大阪Lover」 (Osaka Lover?)
- きみのミカタ (Kimi no Mikata?) （07.10.2009）
  - enregistrement de きみにしか聞こえない (Kimi ni shika kikoenai?)
- .Love more （04.11.2009）
  - enregistrement de 未来予想図Ⅱ (Mirai yosouzu?) 〜version'07〜
- CDTV NO.1 Hits 〜コイウタ (Love poem?)〜（23.12.2009）
  - enregistrement de Love Love Love
- ありがとうのうた (arigatou no uta?) （24.02.2010）
  - enregistrement de サンキュ. (Thank you?)
- めざましテレビ ガクナビ-青盤- (Megimashi televi, gakunabi -aoban?) （03.03.2010）
  - enregistrement de Love Love Love
- Love Nation 〜gift for the children〜 （10.03.2010）
  - enregistrement de 何度でも (Nando demo?)
- 胸キュン90's 〜ひとりで聴きたい恋の唄〜 (Mune Cun 90's ~hitori de kikitai koi no uta?)（17.03.2010）
  - enregistrement de Love Love Love
- 終わらない恋がしたい (Owaranai koi ga shitai?) （24.03.2010）
  - enregistrement de Love Love Love
- 恋のうた -泣きラブ- (Koi no uta - naki love-?) （24.03.2010）
  - enregistrement de ア・イ・シ・テ・ルのサイン ~わたしたちの未来予想図~ (Aishiteru no sign ~watashitachi no mirai yosouzu~?)
- Holiday tunes 〜おでかけモード (Odekake Modo?) （28.04.2010）
  - enregistrement de 晴れたらいいね (Hareta ii ne?)
- クライマックス・スウィート〜女性ヴォーカル・セレクション (Climax Suite ~jyosei vocal selection?) （18.08.2010）
  - enregistrement de サンキュ. (Thank you?)
- Love Songs 〜恋しくて (Koishikute?)〜 （06.10.2010）
  - enregistrement de あなたに会いたくて (Anata ni aitakute?)
- Love Songs 〜悲しくて〜（06.10.2010）
  - enregistrement de すき (Suki?)
- 冬キブン (Fuyu Mood?) （17.11.2010）
  - enregistrement de 雪のクリスマス (Yuki no Christmas?)
- 〜Love & Peach 〜けっこんのうた (Kekkon no uta?) （24.11.2010）
  - enregistrement de Love Love Love
- 恋のうた (Koi no uta?) Winter Best （01.12.2010）
  - enregistrement de Winter Sog 〜Dancing Snowflakes Version〜
- クライマックス〜J-バラード・スタンダード (Climax ~J-Ballado?)（22.12.2010）
  - enregistrement de 未来予想図II (Mirai yosouzu II?)〜Version '07〜.
- Holiday tunes 〜うきうきモード (Ukiuki modo?) （27.04.2011）
  - enregistrement de Go for it!

### Sources
- Un-Fogettable （21..11.1995）
  - Tournée Dreams Come True Wonderland 1995. Du 24.11.1995〜20.01.1996, ouverture de l'exposition Un-Fogettable
- Dreams Come True （24.12.1995）
  - Photobook du live Dreams Come True Wonderland 1995
- Dreams Come True Wonderland'95 Guide Book （02.1996）
  - Brochure du Dreams Come True Wonderland 1995
- わすれもの（わすれものばんちょうのチェックブック） (Waremono (waremono banchyou no checkbook)?)
- わすれものばんちょう (Waremono banchyou?)
- ドリ本 (Moto?), Dreams Come True 大全集 (Taizen?) （06.2007）
  - Dreams Come True, 吉田美和 (Miwa Yoshida?), Funk the Peanuts, etc. : compilation des partitions de Dreams Come True
- Dreams Come True Wonderland 2007 at The National Stadium （12.12.2007）
  - Photobook du live Dreams Come True Wonderland 2007
- ドリ本 (Dream Moto?) 〜Dreams Come True 大全集〜 20周年記念改訂版 (Tanseishyou~ 20shyounen kinen kaiteiban?) （02.12.2009）
  - édition révisée du ドリ本 (Dream Moto?) de 2007
- Do You Remember 20 Years with Dreams Come True? (05.12.2009)
- Dreams Come True Wonderland 2011 at the Ajinomoto Stadium （20.12.2011）
  - Photobook du live Dreams Come True Wonderland 2011

## Tie-up
- Approach - pub de Pia
- 悲しい (Kanashii?)Kiss - musique d'ambiance du film 山田ババアに花束を (Yamata babaa i sanataba o?)
- うれしい!たのしい!大好き (Ureshii! Tanoshii! Daisuki?)!  - pub de Ezaki Glico Pocky, musique d'ambiance du film 7月7日、晴れ (7 gatsu 7 ka, hare?)、pub de DC Card、thème du film 山田ババアに花束を (Yamata babaa i sanataba o?)
- 未来予想図II (Mirai yosouzuII?) - pub Sony
- 笑顔の行方 (Egao no yukue?) - thème du drama de TBS 卒業 (Sotsukyou?)
- ひさしぶりの (Hisashiburi no?)I Miss You - musique d'ambiance du film 山田ババアに花束を (Yamata babaa i sanataba o?)
- Eyes to me - chanson Fujifilm
- 彼は友達 (Are wa tomodachi?) - chanson de Daito ブレンドコーヒー (Blend Coffe?)
- 未来予想図 (Mirai yosouzu?) - chanson de Fujifilm
- 決戦は金曜日 (Kessen wa kinyoubi?) - opening de うれしたのし大好き (Ureshi tanoshi daisuki?) sur Fuji Televion Network
- 太陽が見てる (Taiyou ga mitte?) - chanson pour Fujifilm
- 晴れたらいいね (Haretarai ii ne?) - thème du drama de NHK ひらり (Hirari?)
- Go for it! - pub Shiseido pour レシェンテ (Reciente?), musique d'ambiance de 7月7日、晴れ (7gatsu, 7ka, Hare?)
- Lovetide - chanson pour Sony Pixyエスプリ (spirit?)
- A little Waltz - chanson pour Cocacola Japon 爽健美茶, thème du film Marvelous Interactive 牧場物語 Oh!ワンダフルライフ (Bokujyou monogatari, oh! Wonderful Life?)
- いろんな気持ち (Ironna kimocho?) - chanson pour Shiseido レシェンテ (Reciente?)
- Winter Song - thème de l'édition japonaise du film めぐり逢えたら (Meguri aetara?), musique d'ambiance du film 7月7日、晴れ (7gatsu 7ka, Hare?), chanson pour Sony MDWalkman
- Wherever You are - thème de la 1re saison du drama TBS 長男の嫁 (Chyounan no yome?), musique d'ambiance du film de 7月7日、晴れ (7gatsu, 7ka, Hare?)
- Eternity - thème du film Swan Princess
- サンキュ. - chanson de pub de la 日本テレビ (Nippon Televi?) それって日テレ? (Sorette hi Tevi??)
- The Signs of Love 〜Eternity "Delicious" Version+〜 - musique d'ambiance du film 7月7日、晴れ (7 gatsu 7 ka, hare?)
- Love Love Love - thème du drama de TBS 愛していると言ってくれ (Aishite iru to itte kure?)
- 嵐が来る (Arashi ga kuru?) - musique d'ambiance du drama TBS 愛していると言ってくれ (Aishite iru to itte kure?)
- Romance/家へ帰ろ (Romance/Uchi e kaeru?) - thème de la seconde saison du drama TBS 長男の嫁 (Chyounan no yome?)
- 家へ帰ろ (Uchi e kaero?) - musique d'ambiance de la seconde saison du drama TBS 長男の嫁 (Chyounan no yome?)
- 7月7日、晴れ (7gatsu, 7ka, Hare?) - thème du film 7月7日、晴れ (7gatsu, 7ka, Hare?)
- Song of Joy - chanson pour JAL ラスベガスキャンペーン (Las Vegas Campaign?)
- 朝がまた来る (Asa ga mada kuru?) - thème de la première saison du Drama FujiTV 救命病棟24時 (Kiyuumei byoutou 24ji?)
- 三日月 (Mikazuki?) - musique d'ambiance de la première saison du Drama FujiTV 救命病棟24時 (Kiyuumei byoutou 24ji?)
- なんて恋したんだろ (Nante koishita n daro?) - chanson pour Morinaga アロエヨーグルト (Aloe yogurt?)
- Dragonfly - chanson du groupe DDI
- Snow Dance - chanson du groupe DDI
- Snow Dance -a capella version- - chanson pour la saison 2003-2004 de 安比高原 (Appi Cogen?)
- わすれものばんちょう (Wasureono banchyou?) - opening de それゆけこどもたい (Sore yuke kodomodachi?) sur NHK
- 24/7 -Twenty Four/Seven- - ending de 日立 世界・ふしぎ発見! (Hitachi, sekai fushigi hakken?) sur TBS
- Go On, Baby! -universal mix- - thème de la retransmission des matchs de la FIFA sur フジテレビ (Fuji Televi?).
- いつのまに - thème de la seconde saison du drama de FujiTV 救命病棟24時 (Kiyuumei byoutou 24ji?)
- Crystal vine - thème du film アトランティス 失われた帝国 (Atlantis, ushinawareta teikoku?)
- It's All About Love - thème de CocaCola Japon 爽健美茶
- やさしいキスをして (Yasashii kiss o shit?) - thème du drama de TBS 砂の器 (Suna no utsuwa?)
- This is it! You're the one! I Kknew it! -うれしい!たのしい!大好き (Ureshii! Tanoshii! Daisuki!?) version anglaise- - chanson pour Honda Motors オデッセイ (Odyssey?)
- Love Love Love -version anglaise- - chansons pour Honda Motors オデッセイ (Odyssey?)
- マスカラまつげ (Mascara matsuge?) - Chanson pour Nivea Kao
- はじまりのla (hajimari no la?) - chanson pour ロッテ (Lotte?) ガーナミルクチョコレート (Ghana milk chocolate?)
- Ola! Vitoria! - thème de la retransmission de l'Euro 2004 sur TBS
- ラヴレター (Love letter?) - thème du film アマレット (Amaretto?)
- 未来を旅するハーモニー (Mirai o tabisuru harmony?) - année scolaire 2004, chanson de l'école élémentaire pour le concours de la NHK Ecole de Musique japonaise
- 朝日の洗礼 (Asahi no serei?) - chanson pour Vodafon 803T
- 何度でも (Nando demo?) - thème de la saison 3 du drama FujiTV 救命病棟24時 (Kiyuumei byoutou 24ji?),thème du film Mayu -ココロの星 (Kokoro no hoshi?)-
- Jet!!! - chanson pour ロッテ (Lotte?) ガーナミルクチョコレート (Ghana milk chocolate?)
- Sunshine - thème de l'émission めざましテレビ (Azamashi Televi?)
- Winter Song 〜Dancing Snowflakes Version〜 - chanson pour Honda Motor オデッセイ (Odyssey?)
- Proud of You - chanson pour Asashi スーパードライ (スーパードライ?) 2006 World Baseball Classic
- めまい (Memai?) - thème du drama 愛と死をみつめて (Ai to shi o mitsumete?)
- 愛と死をみつめて (Ai to shi o mitsumete?) 〜Dreams Come True Version〜 - thème du drama 愛と死をみつめて (Ai to shi o mitsumete?)
- Love Love Love 〜english version Jazz Mix〜 - chanson pour Honda Motor オデッセイ (Odyssey?)
- Sweet Sweet Sweet 〜06 Akon Mix〜 - ending de la compilation de jeux Sega ソニック・ザ・ヘッジホッグ (Sonic the Hedgehog?)
- 大阪Lover (Osaka Lover?) - tie-up de ハリウッド・ドリーム・ザ・ライド (Hollywood Dream the Ride?) des studios Universal、ending de l'émission quotidienne ごぶごぶ (gobugobu?)
- The First Day Without You 〜Japanese Version〜 - CSI:NY （saison 1）
- きみにしか聞こえない (Kimi ni shika kikoenai?) - thème du film きみにしか聞こえない (Kimi ni shika kikoenai?)
- サヨナラ (good-bye?)59ers! - pub de Kau AUBE
- ア・イ・シ・テ・ルのサイン 〜わたしたちの未来予想図〜 (Aishiteru no sign ~watashitachi no mirai yosouzu?) - thème du film 未来予想図 〜ア・イ・シ・テ・ルのサイン〜 (Mirai yosouzu ~aishiteru no sign~?)、pub de KauAUBE
- 未来予想図 (Mirai yosouzu?) 〜Version’07〜 - thème du film 未来予想図 〜ア・イ・シ・テ・ルのサイン〜 (Mirai yosouzu ~aishiteru no sign~?)
- 未来予想図II (Mirai yosouzu II?) 〜Version’07〜 - thème du film 未来予想図 〜ア・イ・シ・テ・ルのサイン〜 (Mirai yosouzu ~aishiteru no sign~?)
- 未来予想図II (Mirai yosouzu II?) 〜Version anglaise〜 - pub オデッセイ (Odyssey?) de Honda Motor
- Nocturne 001 - pub pour Asahi Beer et produits de codéveloppement Kagome アサヒトマーテ、アサヒベジーテ
- またね (Matane?) - thème du film animé Oone Piece: The Movie エピソードオブチョッパー+冬に咲く、奇跡の桜 (episode fo Chopper + fuyu ni saku, kiseki no sakura?)
- Carnaval 〜すべての戦う人たちへ〜 (~Subete no tatakau hidotachi?) - pub du 65e Festival national de Sports du Japon, et des 10e jeux nationaux de sports pour personnes handicapées du Japon
- Merry-Life-Goes-Round - pub AUbe de 花王 (Kaou?)
- True, Baby True. - pub Asahi beer juice de Asahi beer et produits de codéveloppement Kagome
- 連れてって 連れてって (Tsuretette Tsuretette?) - pub du studless DSX-2 de Dunlop
- Almost Home -明治乳業 (Meiji nyugyou?) de 「明治北海道十勝チーズ」CM
- Seeds of Tomorrow - chanson 明るいナショナル (Akarui national?) du groupe Panasonic
- Good Bye my School Days - chanson d'appui de NHKフレッシャーズキャンペーン (Freshman's campaign?) 2009
- その先へ (Kono Saki e?) - thème du feuilleton 救命病棟24時 (Kyuumei byoudou 24ji?) saison 4
- Godspeed! - chanson de Asahi beerCM, thème de アサヒビール (Ashahi beer?) Presents 夢追うチカラ (Yume au chikara?) − Japan Dream −
- ねぇ (Nee?) - thème du film Flowers, pub estivale de資生堂 (Shisheido?)Tsubaki
- 生きてゆくのです♡ (Ikite yuku no desu♡?) - 30e tie-up de Pocari Sweat
- Lies, Lies. - thème du feuilleton ナサケの女 〜国税局査察官〜 (Mercy no onna ~Kokuzeikyoku sasatsukan~?)
- Fall in Love Again - tie-up de Family Mart pour Sweets＋
- 愛がたどりつく場所 (Ai ga tadoritsuku bashyo?) - tie-uo de Mister Donuts
- My Time to Shine - tie-up de ファンケル (FANCL?)
- 想像を超える明日へ (Souzou o koeru ashita e?) - Tie-up de la pub de la Toyota Hybrid
- 愛して笑ってうれしくて涙して (Aishite waratte ureshikute namidashite?) - thème du film 綱引いちゃった! (Tsuna uichyatta!?)
- Made of Gold -featuring Dabada- - Nescafe Gold Blend CM song